# Гундоров, Иван Давыдович Меньшой
Князь Иван Давыдович Гундоров по прозванию Меньшой — голова и воевода во времена правления Фёдора Ивановича, Бориса Годунова и Смутное время.
Из княжеского рода Гундоровы. Третий, из пяти сыновей князя Давыда Васильевича Гундорова. Имел братьев, князей: Ивана по прозванию Большой и Безногий, Фёдора, Гаврила и Семёна Давыдовичей, а также возможно и князя Богдана Давыдовича.

## Биография

### Служба Фёдору Ивановичу
В 1587 году воевода в Шацке и сходный воевода Большого полка. В 1588 году воевода Сторожевого полка рязанских войск. В октябре 1589 года был приглашён на обед к Государю. В 1590 году воевода войск в Стародубе, откуда отозван в Москву и назначен головою в Государев полк, в коем чине участвовал в походе к Новгороду и оттуда под Ругодив. В 1591 году воевода в Стародубе. В 1597 году упомянут судьёю в приказе Новоземского двора.

#### Служба Борису Годунову
В 1598 году во время государева похода в Серпухов по "крымским вестям", оставлен в Москве при царице Ирине Годуновой, с обязанностью "сидеть у её яств". В 1604 году, вместо окольничего, ездил перед Государём для установки станов во время царского богомолья в Троице-Сергиев монастырь.

## Критика
В "Русской родословной книге" А.Б. Лобанова-Ростовского, в связи с тем, что в разрядных книгах не проставлены прозвания Большой или Меньшой, у князя Ивана Давыдовича указано четыре сына: Фёдор, московский дворянин в 1627-1629 годах — Семён, и стряпчие с платьем в 1627-1629 годах — Гавриил и Иван Ивановичи, но с пометкой, что они могли быть детьми, как Ивана Давыдовича Большого, так и Меньшого. По тем же обстоятельствам возможно смешивание служб обоих братьев.
П.Н. Петров в "Истории родов русского дворянства" указывает, что у отца, князя Давыда Васильевича было только два сына, князья Фёдор и Семён Ивановичи.